# Чемпионат мира по горнолыжному спорту 1941
В 1941 году чемпионат мира по горнолыжному спорту был проведён одновременно с чемпионатом мира по лыжным видам спорта с 1 по 9 февраля в Кортина-д’Ампеццо, Италия. После Второй мировой войны его результаты были отменены из-за того, что в турнире принимали только спортсмены из стран «оси» и их союзников.

## Общий медальный зачёт
| Место | Страна   | Золото | Серебро | Бронза | Всего |
| ----- | -------- | ------ | ------- | ------ | ----- |
| 1     | Германия | 5      | 2       | 4      | 11    |
| 2     | Италия   | 2      | 3       | 2      | 7     |

## Медалисты

### Мужчины
| Дисциплина       | Золото          | Серебро            | Бронза             |
| ---------------- | --------------- | ------------------ | ------------------ |
| Скоростной спуск | Йозеф Йенневайн | Альберто Марчеллин | Рудольф Кранц      |
| Слалом           | Альберт Пфайфер | Витторио Кьеррони  | Альберто Марчеллин |
| Комбинация       | Йозеф Йенневайн | Альберто Марчеллин | Витторио Кьеррони  |

### Женщины
| Дисциплина       | Золото        | Серебро        | Бронза            |
| ---------------- | ------------- | -------------- | ----------------- |
| Скоростной спуск | Кристль Кранц | Кете Гразеггер | Аннелизе Проксауф |
| Слалом           | Челина Сеги   | Кристль Кранц  | Аннелизе Проксауф |
| Комбинация       | Кристль Кранц | Челина Сеги    | Аннелизе Проксауф |